# Pamela Goldammer
Pamela Goldammer é uma maquiadora sueca. Como reconhecimento, foi nomeada ao Óscar 2019 na categoria de Melhor Maquiagem e Penteados por Gräns (2018).